# Giancarlo Cavaliere
Giancarlo Cavaliere (Rivoli, 18 gennaio 1969) è un allenatore di calcio ed ex calciatore italiano, di ruolo centrocampista.

## Carriera
Conta 50 presenze ed una rete in Serie A, tutte con la maglia dell'Ascoli.

## Palmarès

### Giocatore

#### Competizioni nazionali
- Serie D: 1

Valenzana: 2000-2001

#### Competizioni regionali
- Eccellenza: 1

Novese: 2003-2004